# Masken-Papageifisch
Der Masken-Papageifisch (Cetoscarus bicolor) ist eine Fischart aus der Unterfamilie der Papageifische (Scarinae) in der Familie der Lippfische (Labridae). Er kommt endemisch im Roten Meer vor.

## Beschreibung
Der Masken-Papageifisch ist ein großer Papageifisch und wächst auf eine Länge von 45 bis 50 cm, maximal bis 90 cm TL heran. Nach der Erstbeschreibung von Rüppell ist der Kopf etwas länglich mit parabolischem Profi. Die verwachsenen, am Rand gezackten Zähne werden von der Oberlippe bedeckt. Die Seitenlinie ist unterbrochen und verästelt. Die Färbung sieht Rüppell durch eine Linie von der Augenhöhle bis oben an die Basis der Schwanzflosse in einen hell grasgrünen oberen und einen braungrünen unteren Teil und Kopf getrennt. Ein rötlicher Saum umgibt den Rand der Oberlippe. Die Flossen sind dunkelgrün, der äußere Rand von Rücken- und Afterflosse hellblau. Die etwas gegabelte Schwanzflosse ist gelblich gesäumt. Die Iris ist gelbbraun. Rüppell zählte 14 Weichstrahlen in den Brustflossen, 1 Hartstrahl und 5 Weichstrahlen in den Bauchflossen, 8 Hart- und 12 Weichstrahlen in der Rückenflosse und 2 Hart- und 9 Weichstrahlen in der Afterflosse und 13 Strahlen in der Schwanzflosse.
- Flossenformel nach FishBase: D IX/10, A III/9[1]

## Verbreitung und Lebensraum
Der Masken-Papageifisch ist ein Endemit des Roten Meeres. Er lebt in Korallenriffen. Er kann in der Regel in klaren Lagunen und Außenriffen in Tiefen zwischen 1 m und 30 m gefunden werden. Kleine Jungtiere lassen sich in der Regel unter den dichten Korallen und algenreichen Lebensräumen finden.

## Lebensweise
Jungtiere leben gewöhnlich solitär. Adulte Tiere finden sich in Haremsverbänden zusammen, männliche Masken-Papageifische sind territorial. Während der Entwicklung durchlaufen sie mehrere Phasen, sehr große Weibchen ändern ihr Geschlecht und werden zu leuchtend gefärbten Männchen. Der  Masken-Papageifisch ernährt sich hauptsächlich durch das Abweiden von Algen.

## Nutzung
Der Masken-Papageifisch wird, insbesondere an der Ostküste des Roten Meeres, als Speisefisch gefangen. Jungtiere werden für die Aquaristik gesammelt.

## Taxonomie
Der Masken-Papageifisch wurde von Rüppell als Scarus bicolor erstbeschrieben. Die Schwesterart Cetoscarus bicolor aus dem Roten Meer wird von der ähnlichen Art Cetoscarus ocellatus, die im Indo-Pazifik weit verbreitet ist, unterschieden.